# کارائولنویه
کارائولنویه (به لاتین: Karaulnoye) یک منطقهٔ مسکونی در روسیه است که در استان آستراخان واقع شده‌است.